# Сарычев, Георгий Иванович
Георгий Иванович Сарычев (28 сентября 1915, Надеждинск, Пермская губерния — 14 января 2002) — советский металлург, казахстанский общественный деятель. Почётный гражданин Павлодара.

## Биография
Георгий Сарычев родился 28 сентября 1915 года в городе Надеждинск Екатеринбургского уезда Пермской губернии (сейчас Серов Свердловской области).
В октябре 1937 года был призван на срочную службу в Красную армию.
В 1939—1940 годах участвовал в советско-финляндской войне, где, согласоно представлению к награде, «проявил себя мужественным и отважным защитником Родины».
С 21 октября 1941 года участвовал в Великой Отечественной войне. В августе 1941 года был направлен в мастерские 28-го стрелкового полка Уральского военного округа. Здесь по созданной имх технологии десятки тысяч учебных винтовок были переоснащены в боевые. До 1943 года был начальником мастерских. В начале 1943 года по завершении курсов артиллерийских техников направлен на фронт в составе 50-й гвардейской ордена Богдана Хмельницкого Свирской бригады. Участвовал в снятии блокады Ленинграда, освобождении Украины, Польши, Праги, взятии Берлина. Неоднократно под огнём противника восстанавливал боеспособность орудий.
Более 50 лет работал в металлургической промышленности. С 1965 года жил в Павлодаре, работал на местном алюминиевом заводе, был заслуженным работником предприятия. В 1975 году вышел на пенсию.
До конца жизни был председателем совета старейшин при акиме Павлодара.
Награждён тремя орденами Красной Звезды (1944, 1945 — дважды). Также награждён орденом Отечественной войны I степени, 18 медалями, в том числе «За взятие Берлина», «За освобождение Праги», «За победу над Германией в Великой Отечественной войне 1941—1945 гг.», Почётной грамотой Президиума Верховного Совета Казахской ССР, Почётной грамотой Павлодарского областного совета ВЦСПС, Почётной грамотой Павлодарского областного Совета народных депутатов, пятью Почётными грамотами советского Фонда мира и Советского комитета защиты мира, золотой медалью «За укрепление мира», двумя золотыми медалями «Борцу за мир».
7 августа 1990 года постановлением президиума Павлодарского городского Совета народных депутатов удостоен звания почётного гражданина Павлодара.
Умер 14 января 2002 года.

## Память
В Павлодаре на доме 170 по проспекту Нурсултана Назарбаева установлена мемориальная доска с надписью «В этом доме с 1980 по 2002 г. жил почётный гражданин города Павлодара Сарычев Георгий Иванович».